# Schwarze Sheriffs
Die ZSD – Ziviler Sicherheitsdienst Carl Wiedmeier GmbH war ein bis 2015 bestehender privater Sicherheitsdienst mit Sitz in Grünwald bei München. Die Mitarbeiter des ZSD wurden aufgrund ihrer Uniformierung meist als Schwarze Sheriffs bezeichnet. Der ZSD verfügte über einen Markenschutz für diesen Begriff.

## Geschichte
Der von dem Kampfsportler Carl Wiedmeier zu Beginn der 1970er Jahre gegründete ZSD war der erste Sicherheitsdienst in der Bundesrepublik Deutschland, der konsequent auf Wach- und Personenschutz mit bewaffneten und in asiatischen Kampfsportarten ausgebildeten Wachleuten setzte. Er rekrutierte sie in erster Linie aus seiner Oh-Do-Kwan-Kampfsportschule für Karate, Judo und Ken-Jitsu. Die Uniformierung mit schwarzen Hosen, Lederjacken und Schildmützen sowie sternförmigen Abzeichen glich der amerikanischer Polizisten, wie Wiedmeier sie in den Vereinigten Staaten kennengelernt hatte. Der Münchner Polizeipräsident Manfred Schreiber kritisierte seinerzeit das „cowboyartige Gehabe“ und die „pseudopolizeiliche Aufmachung“ des privaten Sicherheitsdienstes.
Der ZSD war in Bayern u. a. mit der Überwachung des Geländes des Olympischen Dorfes in München und der Bewachung des Kernkraftwerkes Isar I und Kernkraftwerk Isar II in Ohu betraut. Auch die Münchner U-Bahn wurde bis zum 1. April 1989 von den Schwarzen Sheriffs überwacht, die in den 1980er Jahren aufgrund mehrerer Skandale in die Kritik kamen. Die Gründung einer eigenen U-Bahn-Wache erfolgte aufgrund eines Stadtratsbeschlusses im Sommer 1988. Die Firma ZSD war aber weiterhin in München und dessen Umland präsent. Zwei Mitarbeiter des ZSD wurden 2010 verurteilt, im Stachus-Untergeschoss Obdachlose misshandelt zu haben. Das Unternehmen wurde nach dem Tod von Carl Wiedmeier am 31. Mai 2013 Anfang des Jahres 2015 liquidiert.

## Image der Schwarzen Sheriffs
Das martialische Auftreten und die zahlreichen Skandale haben dazu geführt, dass der Begriff „Schwarze Sheriffs“ in der Öffentlichkeit mit hartem Durchgreifen, teilweise auch mit Übergriffen assoziiert wird.
ZSD war auch der Name einer Punkband aus München, die 1980 gegründet wurde. Der Name ist eine Anspielung auf den zivilen Sicherheitsdienst, der sich zur Zeit der Gründung durch zahlreiche Handgreiflichkeiten in der Münchner U-Bahn seinen Ruf verdiente.
Die Punkband Die Toten Hosen veröffentlichte 2007 auf ihrem Album Ein kleines bisschen Horrorschau das Lied Schwarze Sheriffs.